# Leopold Horowitz

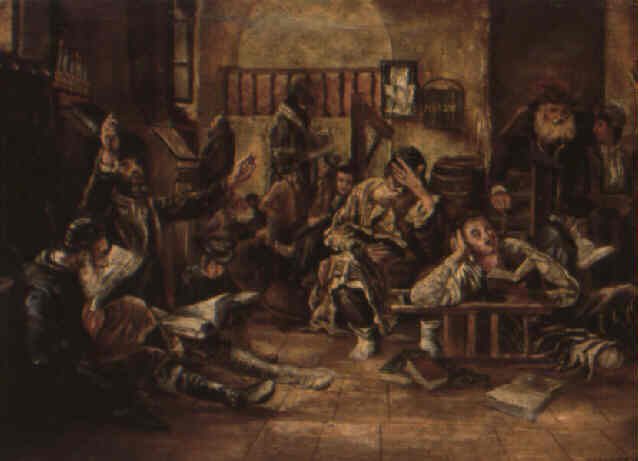
Tisja be'Aaw

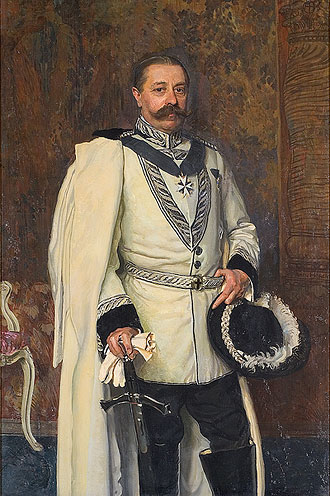
Graaf van Aldenburg

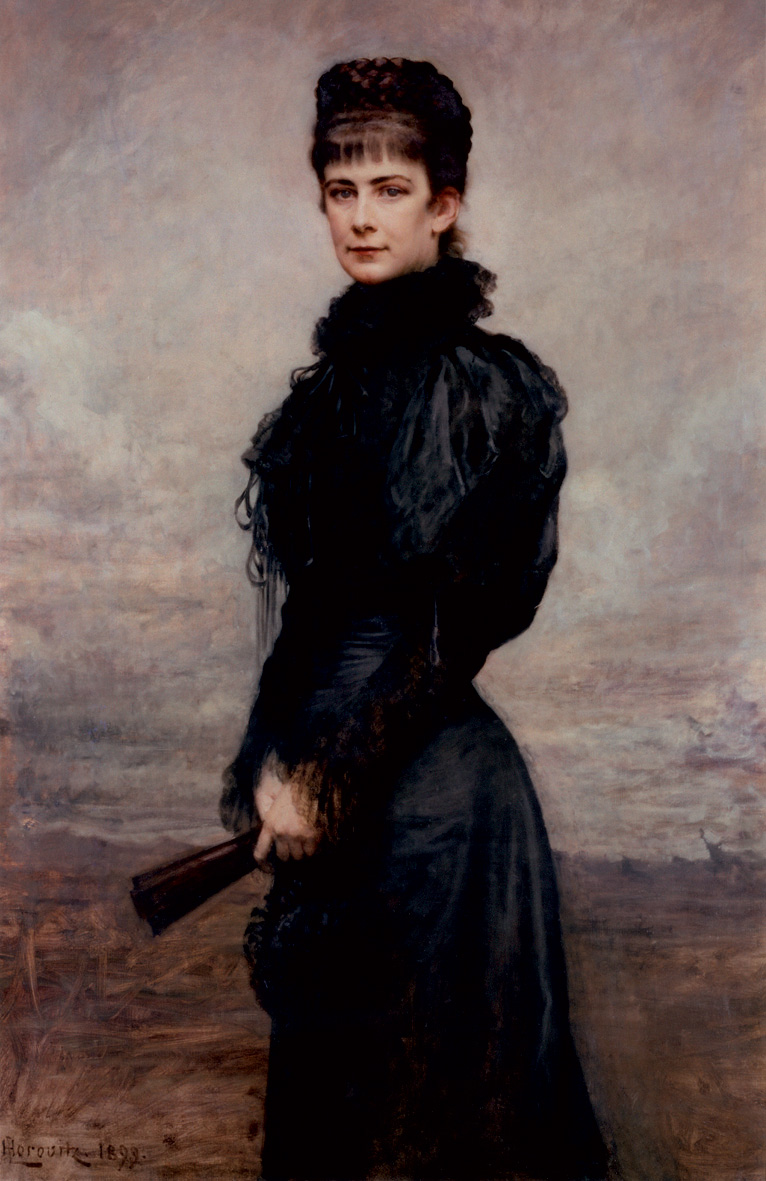
postuum portret van Elisabeth van Oostenrijk

Leopold Horowitz (Košice of Rozhanovce (nabij Košice), Slowakije, 2 februari 1838 - Wenen, 16 november 1917), ook bekend als Horowitz Lipót, was een Hongaars schilder die werkte in de stijl van Rembrandt en later van van Dyck.
Vooral de vrouwenportretten hebben het heldere licht en coloriet van van Dyck als een duidelijk aanwijsbare inspiratiebron. Andere schilderijen, vooral de genrestukken die belevenissen uit zijn jeugd voorstellen, zijn in een donkere, rembranteske, toets geschilderd.
Na leerling te zijn geweest van de Weense professoren Geiger, Meyer en Wurzinger won Leopold Horowitz bij zijn afstuderen in 1857 de eerste prijs van de Weense Academie voor Schilderkunst. Tijdens een verblijf van acht jaren in Parijs bouwde hij een naam op als portret- en genreschilder. Hij was een veelgevraagd portretschilder van de Europese adel en schilderde Keizer Franz Josef en, postuum, Keizerin "Sisi" Elisabeth van Oostenrijk (1899), Prins Sapieha, Gravin van Wedel, Georg Brandes, Mór Jókai, Graaf Bariatinszky, Graaf en Gravin Zamoyiski en de Boedapestse museumdirecteur F. von Pulszky.
In Nederland portretteerde Horowitz Godard John Charles George graaf van Aldenburg. Het schilderij hangt op kasteel Amerongen.
In 1868 reisde Horowitz naar Warschau om de Poolse Joden te leren kennen en ze te schilderen. Zo kwam het schilderij "Gebeden in een Poolse sjoel op Tisja be'Aaw", de gedenkdag van de vernietiging van de tempel in Jeruzalem tot stand.
Horowitz ontving in 1891 een gouden medaille op de Wereldtentoonstelling in Berlijn.